# Prospect (film)
Pour les articles homonymes, voir Prospect.
Pour plus de détails, voir Fiche technique et Distribution.
Prospect est un film américain écrit et réalisé par Zeek Earl et Christopher Caldwell, sorti en 2018.

## Synopsis
Une fille, Cee, et son père, Damon, descendent dans une nacelle d'atterrissage d'un vaisseau spatial de transport à la surface d'une lune forestière couverte de spores toxiques pour extraire des pierres précieuses. Lors de la descente, ils subissent un dysfonctionnement technique qui paralyse l'atterrisseur et atterrissent à une certaine distance du site de prospection prévu. Le duo commence à se rendre sur le site à pied et tombe sur un site de fouilles abandonné. Damon et Cee extraient une gousse charnue de la terre et la dissèquent pour découvrir une gemme précieuse. Cee supplie son père de prendre la gemme et de retourner à l'atterrisseur, mais Damon insiste pour qu'ils continuent vers le site d'atterrissage prévu.
Le duo repart, et Damon est approché par deux prospecteurs rivaux, Ezra et son compagnon silencieux. Ezra et son partenaire prévoient de voler Damon et de le tenir sous la menace d'une arme, mais Damon suggère dans une contre-offre qu'ils unissent leurs forces. Damon explique qu'il a été contacté pour aider un groupe de mercenaires qui sont tombés sur le légendaire "repaire de la reine", un site de fouilles d'une richesse extraordinaire. Damon suggère qu'au lieu de creuser pour les mercenaires, Ezra, son compagnon et lui-même peuvent travailler ensemble et prendre tout le produit des fouilles.
Ezra accepte, mais Cee, qui s'est cachée tout au long de cette rencontre, tend une embuscade aux deux prospecteurs hostiles avec un fusil - permettant à Damon d'arracher une arme à Ezra avant de prendre ce dernier et son partenaire en otage. Damon tente de voler Ezra, mais le partenaire l'attaque et le couple se tire dessus. Le partenaire d'Ezra est tué et Damon, mortellement blessé, est achevé par Ezra.
Cee s'enfuit vers son atterrisseur endommagé, qui ne démarre pas, et est retrouvée par Ezra plusieurs heures plus tard. Quand Ezra tente d'entrer, Cee le blesse au bras avec son fusil et le fait prisonnier. Ezra suggère qu'ils suivent le plan original de Damon et aident les mercenaires en échange d'un passage sur le navire de ceux-ci. Cee accepte à contrecœur et le couple se dirige vers le repaire de la reine. La blessure d'Ezra a été infectée par les spores toxiques dans l'atmosphère, et le couple s'approche d'un groupe de villageois humains avec l'intention d'échanger les pierres contre un traitement médical. Les villageois proposent à la place un échange de pierres précieuses contre de Cee. Alors qu'Ezra demande des détails sur l'offre, Cee fuit le village et échappe aux poursuites des villageois.
Après avoir erré seule sur la planète, Cee rencontre à nouveau Ezra. Sa blessure s'est considérablement aggravée et Cee l'aide à amputer son bras. Le couple repart et arrive bientôt au camp des mercenaires entourant le repaire de la reine. Après avoir négocié le passage sur le navire des mercenaires, Cee et Ezra tentent de remplir leur part du contrat et d'extraire des pierres précieuses du repaire de la reine. Leurs tentatives d'extraction se soldent par des échecs, et alors que leur garde mercenaire se retourne pour en avertir ses complices, Ezra l'attaque et le tue. L'agitation attire le reste des mercenaires et un combat s'ensuit. Plusieurs mercenaires sont tués et Ezra est gravement blessé. Cee soigne la blessure d'Ezra et le couple s'échappe en orbite sur le vaisseau des mercenaires.

## Fiche technique
- Titre : Prospect, l'ambre de la lune verte[1],[2]
- Réalisation et scénario : Zeek Earl et Christopher Caldwell
- Montage : Paul Frank
- Musique : Daniel L. K. Caldwell
- Photographie : Zeek Earl
- Production : Andrew Miano, Chris Weit, Scott Glassgold, Dan Balgoyen, Garrick Dion et Matthias Mellinghaus
- Société de production et distribution : Gunpowder and Sky
- Pays d'origine :  États-Unis
- Langue originale : anglais
- Format : couleur — 1.85 : 1
- Genre : science-fiction
- Durée : 97 minutes
- Dates de sortie :
  -  États-Unis : 2 novembre 2018
  -  France : 25 septembre 2019 (DVD)

## Distribution
- Sophie Thatcher (VF : Caroline Roussel) : Cee
- Jay Duplass (VF : Morgan Sebode) : Damon
- Pedro Pascal (VF : Christophe Hespel) : Ezra
- Luke Pitzrick : Number Two
- Arthur Deranleau : Fahr
- Andre Royo : Oruf
- Alex McCauley : Bahr
- Doug Dawson : Heshir
- Krista Johnson : Gali
- Brian Gunter : Mesur
- Sheila Vand : Inumon
- Anwan Glover : Mikken
- Trick Danneker : Jack
- Christopher Morson : Zed
- Ben Little : Le prisonnier
- Shepheard Earl : Conducteur

Version Française
- Direction Artistique : Jay Walker
- Adaptation : Nicolas Edouard

Source et légende : Version française (VF) sur carton du doublage français